# Die Irwins – Crocodile Hunter Family
Die Irwins – Crocodile Hunter Family (Originaltitel: Crikey! It’s the Irwins) ist eine Reality-Show um die australische Familie Irwin, die durch Steve Irwin bekannt wurde, und den der Familie gehörenden Australia Zoo. Im Mittelpunkt stehen Terri Irwin und ihre Kinder Bindi Irwin und Robert Irwin. Die Familie wird von Kameras bei ihrer Arbeit im Zoo und auch privat begleitet, wenn die Irwins sich bei Tierschutzmissionen engagieren.
Die Ausstrahlung der ersten Staffel mit 14 Folgen begann in den USA am 28. Oktober 2018 auf Animal Planet. Die deutsche Premiere fand am 3. Februar 2019 bei TLC statt. Die zweite Staffel mit zwölf Folgen begann am 5. Oktober 2019, in Deutschland am 21. November 2019. Ebenfalls zwölf Folgen umfasst die dritte Staffel, die beginnend am 7. Februar 2021 in den USA ausgestrahlt wurde. Die Ausstrahlung der vierten Staffel, die aus sechs Folgen besteht, begann am 1. Januar 2022.